# Evil or Divine - Live in New York City
Evil or Divine - Live in New York City è il terzo album live della heavy metal band dei Dio, pubblicato nel 2005. È stato pubblicato anche in versione DVD.

## Tracce
1. Killing The Dragon – 5:15 –  (Ronnie James Dio, Jimmy Bain)
2. Egypt/Children of the Sea – 8:46 –  (Vinny Appice, Jimmy Bain, Geezer Butler, Vivian Campbell, Ronnie James Dio, Tony Iommi, Bill Ward)
3. Push – 4:04 –  (Ronnie James Dio, Jimmy Bain, Craig Goldy)
4. Stand Up and Shout – 4:03 –  (Ronnie James Dio, Jimmy Bain)
5. Rock and Roll – 5:58 –  (Ronnie James Dio, Jimmy Bain, Craig Goldy)
6. Don't Talk to Strangers – 6:38 –  (Ronnie James Dio)
7. Man on the Silver Mountain – 3:07 –  (Ritchie Blackmore, Ronnie James Dio)
8. Guitar Solo – 8:51
9. Long Live Rock and Roll – 5:02 –  (Ritchie Blackmore, Ronnie James Dio)
10. Fever Dreams – 4:38 –  (Ronnie James Dio)
11. Holy Diver – 5:25 –  (Ronnie James Dio)
12. Heaven and Hell – 7:12 –  (Geezer Butler, Ronnie James Dio, Tony Iommi, Bill Ward)
13. The Last in Line – 8:40 –  (Jimmy Bain, Ronnie James Dio, Vivian Campbell)
14. Rainbow in the Dark – 6:01 –  (Vinny Appice, Jimmy Bain, Vivian Campbell, Ronnie James Dio)
15. We Rock – 6:10 –  (Ronnie James Dio)

## Formazione
- Ronnie James Dio - voce
- Doug Aldrich - chitarra
- Jimmy Bain - basso
- Scott Warren - tastiere
- Simon Wright - batteria